# Championnats du monde féminins de VTT cross-country short track
Le VTT cross-country short track est une des épreuves au programme des championnats du monde de VTT. Elle est organisée depuis les championnats de 2021.

## Élites

### Podiums
| Année                 | Or                     | Argent                 | Bronze                 |
| --------------------- | ---------------------- | ---------------------- | ---------------------- |
| 2021 Val di Sole      | Sina Frei              | Evie Richards          | Pauline Ferrand-Prévot |
| 2022 Les Gets         | Pauline Ferrand-Prévot | Alessandra Keller      | Gwendalyn Gibson       |
| 2023 Glentress Forest | Pauline Ferrand-Prévot | Puck Pieterse          | Evie Richards          |
| 2024 Pal Arinsal      | Evie Richards          | Pauline Ferrand-Prévot | Jenny Rissveds         |

### Tableaux des médailles
Mis à jour après l'édition 2024
Tableau des médailles par coureuse
| Rang  | Athlète                | Or | Argent | Bronze | Total |
| ----- | ---------------------- | -- | ------ | ------ | ----- |
| 1     | Pauline Ferrand-Prévot | 2  | 1      | 1      | 4     |
| 2     | Evie Richards          | 1  | 1      | 1      | 3     |
| 3     | Sina Frei              | 1  | 0      | 0      | 1     |
| 4     | Alessandra Keller      | 0  | 1      | 0      | 1     |
| 4     | Puck Pieterse          | 0  | 1      | 0      | 1     |
| 5     | Gwendalyn Gibson       | 0  | 0      | 1      | 1     |
| 5     | Jenny Rissveds         | 0  | 0      | 1      | 1     |
| Total | Total                  | 4  | 4      | 4      | 12    |

Tableau des médailles par pays
| Rang  | Nation          | Or | Argent | Bronze | Total |
| ----- | --------------- | -- | ------ | ------ | ----- |
| 1     | France          | 2  | 1      | 1      | 4     |
| 2     | Grande-Bretagne | 1  | 1      | 1      | 3     |
| 3     | Suisse          | 1  | 1      | 0      | 2     |
| 4     | Pays-Bas        | 0  | 1      | 0      | 1     |
| 5     | États-Unis      | 0  | 0      | 1      | 1     |
| 5     | Suède           | 0  | 0      | 1      | 1     |
| Total | Total           | 4  | 4      | 4      | 12    |

## Palmarès moins de 23 ans
| Année            | Or                | Argent              | Bronze       |
| ---------------- | ----------------- | ------------------- | ------------ |
| 2024 Pal Arinsal | Isabella Holmgren | Ella Maclean-Howell | Ava Holmgren |